# Benni Bødker
Benni Bødker (født 18. juni 1975 i Nakskov) er en dansk forfatter. Han er en af de mest produktive danske børnebogsforfattere, fortrinsvis indenfor letlæste spændingsbøger, der især henvender sig til drenge. Han har også skrevet flere kriminalromaner for voksne.
Benni Bødker blev født og voksede op i Nakskov. Her gik han på Nakskov Byskole og blev siden student fra Nakskov Gymnasium i 1994, hvorefter han flyttede til København. Han er uddannet cand.mag. i dansk og filosofi og arbejder som forlagsredaktør samt underviser på Forfatterskolen for Børnelitteratur.
Inden Bødker blev fuldtidsforfatter, var han i et år dansklærer på Hhx i Nakskov.

## Bøger
Bødker er en af de mest produktive børnebogsforfattere i Danmark. Hans forfatterskab består først og fremmest af letlæsningsbøger indenfor genrer som horror, historisk fiktion, krimi og science-fiction, og ikke mindst mange drenge bliver tiltrukket af hans bøger, der er spændingsfyldte med indslag af blandt andet mystik, uhygge og gamle sagn og flyder med blod, men også rummer en del humor. Blandt hans børnebogsserier er De 7 nøgler og Zombie City.
Han har desuden skrevet krimier for voksne, blandt andet sammen med sin kone Karen Vad Bruun. I 2022 udgav han spionromanen  Et hus med tusind øjne, som i Politikens anmeldelse fik fem ud af seks stjerner.
I 2024 udgav han den historiske kriminalroman Komintern, der foregik i 1938 den desillusionerede kommunist, spaniensfrivillige og privatdetektiv Johannes Borum som hovedperson, og i 2025 fulgte han op med efterfølgeren Skytsånd. Politiken tildelte det første bind 4 hjerter og efterfølgeren 5 hjerter og kaldte den fremragende privatdetektivromantik med en hårdkogt sentimentalitet og klassisk kynisme som i mange af genrens klassikere.

## Nomineringer og priser
Bødker har adskillige gange været nomineret til Orlaprisen. I 2013 modtog han skolebibliotekarernes forfatterpris